# Sulfate de manganèse(II) hexahydraté
Le sulfate de manganèse (II) hexahydraté est le corps chimique composé ionique électriquement neutre du cation manganèse dit manganeux Mn2+ et de l'anion sulfate SO42−, associés structurellement à six molécules d'eau, de formule MnSO4. 6 H2O. 

## Présentation
Il s'agit d'un solide cristallin assez instable, de diverses structures réticulaires. 
Ce sulfate de manganèse hexahydraté, forme obtenue par rafraîchissement en milieu humide du sulfate de manganèse hydraté, est un corps rose, stable autour de 0 °C, principalement de −5 °C à 8 °C, de masse volumique entre 2,1 g·cm-3 et 2,2 g·cm-3 à 0 °C. 
Il est soluble dans l'eau et insoluble dans l'alcool à 95° ou éthanol à 95 pour cent. La solubilité est de l'ordre de 204 g pour 100 g d'eau pure à 0 °C et de 247 g à 9 °C selon les tables du le Perry's Chemical Engineer's Handbook.
Hydraté, il reste rose en libérant l'ion manganeux. La couleur rose pâle des sels de Mn(II) est très caractéristique.
Légèrement chauffé autour 15 °C pendant un temps suffisamment long, il se transforme en pentahydrate, forme minérale évaporite bien connue sous le nom de jokokuite, en perdant une molécule d'eau. Refroidi vers −10 °C, il peut donner en présence de trace initiale d'humidité  l'heptahydrate, plus stable dans ces conditions et connu sous le nom minéral de mallardite. 
La perte des six molécules d'eau de la structure est quasiment immédiate au-dessus de 350 °C.

## Production et utilisations
Il s'agit d'un corps mangané hydraté, souvent non désiré au laboratoire qui préfère emploie communément le tétrahydrate, le substrat de préparation est souvent le sulfate de manganèse.